# لاندا گاوران
لاندا گاوران یک ستاره است که در صورت فلکی گاوران قرار دارد.